# George Gliddon
George Robin Gliddon (* 1809 in Devonshire, England; † 16. November 1857 in Panama) war ein britisch-amerikanischer Ägyptologe und Rassentheoretiker.

## Leben
George Gliddon wuchs als Sohn eines englischen Kaufmanns in Alexandria auf. Als junger Mann wurde er von Muhammad Ali Pascha, Wālī (Gouverneur) der osmanischen Provinz Ägypten, in die Vereinigten Staaten geschickt, um Informationen über den Baumwollanbau zu sammeln. Dort traf er Samuel Morton, der glaubte, dass die Gehirne schwarzer Menschen kleiner als die weißer Menschen seien. Nach seiner Rückkehr suchte er Mumien in ägyptische Ruinen, um Beweise zur Unterstützung von Mortons Theorie zu finden. Als Nebenprodukt seiner Mumiensuche lernte er so viel über die ägyptische Zivilisation, dass er in den 1840er Jahren in den USA Vorträge über Ägyptologie halten konnte.
Im Jahr 1850 wickelte Gliddon in Boston im Rahmen dreier Vorträgen eine Mumie aus, von der er annahm, dass es sich um die Tochter eines Priesters handelte. Nachdem er in den ersten beiden Vorträgen die äußeren Lagen abgewickelt hatte, legte er im dritten Vortrag vor 2000 Zuschauern die Mumie selbst frei. Da es sich offensichtlich um eine männliche Mumie handelte, war sein Ruf als Ägyptologe ruiniert. Das Ereignis weckte das Interesse von Edgar Allan Poe, der Gliddon in seiner Kurzgeschichte Gespräch mit einer Mumie verewigte.
Nach seinem Misserfolg als Ägyptologe wandte sich Gliddon verstärkt der Rassentheorie zu. Später arbeitete er für die Honduras Interoceanic Railway Company in Südamerika. Am 16. November 1857 starb Gliddon in einem Hotel in Panama. Als Grund wird eine Überdosis Opium angenommen.

## Schriften
- A Memoir on the Cotton of Egypt. J. Madden, London 1841.
- An Appeal to the Antiquaries of Europe. On the Destruction of the Monuments of Egypt. J. Madden, London 1841.
- Ancient Egypt. Her monuments, hieroglyphics, history and archaeology, and other subjects connected with hieroglyphical literature (= The New World. Extra Series. Nr. 68/69, ZDB-ID 95535-8). J. Winchester, New York (NY) 1843 (Zahlreiche Auflagen).
- Otia Æegyptiaca. Discourses on Egyptian archæology and hieroglyphical discoveries. J. Madden u. a., London u. a. 1849 (Digitalisat).
- mit Josiah C. Nott: Types of Mankind, or ethnological Researches based upon the ancient Monuments, Paintings, Sculptures, and Crania of races and upon their natural geographical philological and biblical History. [Illustrated by Selection from the inedited Papers of Samuel George Morton and by additional Contributions from L. Agassiz, W. Usher, H. F. Patterson. J. B.]  Lippincott, Philadelphia (PA) 1854.
- Beiträge in: Indigenous Races of the Earth, or, New Chapters of ethnological Inquiry. Including Monographs on special Departments of Philology, Icongraphy, Cranioscopy, Palaeontology, Pathology, Archaeology, Comparative Geography, and Natural History. [Contributed by Alfred Maury, Francis Pulszky, and J. Aitken Meigs. With Communications from Jos. Leidy and L. Agassiz. Presenting fresh Investigations, Documents, and Materials by J. C. Nott and Geo. R. Gliddon. J. B.] Lippincott, Philadelphia (PA) 1857.